# Abdulai Seidu
Abdulai Seidu (sinh 8 tháng 9 năm 1992 ở Ghana) là một cầu thủ bóng đá Ghana hiện tại thi đấu cho đội bóng Ghana Telecom Premier League Berekum Arsenal, Tema Youth, Berekum Chelsea, Berlin Fc

## Sự nghiệp
Seidu bắt đầu sự nghiệp với Semereka và sau đó gia nhập Tema Youth, sau một năm thì ký hợp đồng vào ngày 26 tháng 4 năm 2008 với Berekum Arsenal.

## Sự nghiệp quốc tế
Anh là một phần của Đội tuyển bóng đá U-17 quốc gia Ghana ở Giải vô địch bóng đá U-17 thế giới 2007 ở Hàn Quốc, nhưng không thi đấu trận nào.